# درباره فروشنده
دربارهٔ فروشنده یک فیلم مستند به کارگردانی و تهیه‌کنندگی وحید صداقت و تهمینه منزوی  محصول سال ۱۳۹۷ است. پیتر بردشاو منتقد ارشد روزنامه گاردین، گادفری چشایر رئیس سابق حلقه منتقدان نیویورک ، میشل سیمان سردبیر مجله پوزتیف و هوشنگ گلمکانی منتقد ماهنامه فیلم نیز در این مستند حضور دارند.

## موضوع
فیلم مستند دربارهٔ فروشنده پشت صحنه فیلم سینمایی فروشنده نقد و بررسی و  شکل‌گیری ایده و فیلمنامه، تا آخرین مراحل ساخت فیلم فروشنده هفتمین اثر اصغر فرهادی می‌باشد .

## با حضور
- اصغر فرهادی
- هوشنگ گلمکانی
- پیتر بردشاو
- میشل سیمان
- گادفری چشایر
- مهرزاد دانش
- فابیو فرزتتی
- فیلیپ رویر

## عوامل وسایر گروه تولید
- طراح و ترکیب  صدا: محمدرضا دلپاک
- ساخت آنونس حسین جمشیدی گوهری
- موسیقی: ستار اورکی
- تدوین: وحید صداقت
- طراح پوستر: پژمان فرهادی
- روابط عمومی و امور بین‌الملل: ثمین مهاجرانی
- نویسنده مقاله:علی الهیاری